# 若い仲間たち うちら祇園の舞妓はん
『若い仲間たち うちら祇園の舞妓はん』（わかいなかまたち うちらぎおんのまいこはん）は、1963年6月30日に東宝系で公開された日本映画である。92分。カラー。東宝スコープ。宝塚映画作品。
キャッチコピーは「チャオ! 素敵な若さが魅了する青春スパーク喜劇」。

## 概要
前年（1962年）公開の『私と私』（監督：杉江敏男）に次ぐ、ザ・ピーナッツ主演作品。更に準主役として、この年の1月に公開された宝塚映画作品『ハイハイ3人娘』のスパーク3人娘（中尾ミエ・伊東ゆかり・園まり）を迎え、京都の祇園を舞台にしたミュージカル。
助演には松竹の園井啓介を始め、渡辺プロから谷啓・田辺靖雄・梓みちよなどが出演、変わった所では、園が加入以前にスパーク3人娘に所属していた沢リリ子や、後に青春俳優や個性派俳優となる頭師孝雄、そして頭師五兄弟の四男（因みに孝雄は三男）である頭師満が小坊主役で出演し、兄・孝雄と共演しているが、満は次男・頭師正明と共に芸能生活は短かったため、貴重な作品となっている。

## スタッフ
- 製作：渡辺美佐、杉原貞雄
- 原作：茂木草介
- 脚本：井手俊郎
- 監督：佐伯幸三
- 撮影：梁井満
- 音楽：宮川泰
- 美術：加藤雅俊
- 照明：下村一夫
- スチル：池上恭介

## 出演者
- 高林トリ子：伊藤エミ（ザ・ピーナッツ）
- 高林ヒナ子：伊藤ユミ（同上）
- 小野道春：園井啓介
- ミエ子：中尾ミエ
- ゆかり：伊東ゆかり
- マリ子：園まり
- 高林綾：乙羽信子
- きよ子：島崎雪子
- 桃子：浜美枝
- 源さん：立原博
- 川中信行：太刀川寛
- 歌手：スリーファンキーズ
- 小野道秋：田辺靖雄
- 田崎順平：加藤春哉
- 町田栄介：清水将夫
- 京子：木ノ実ナナ
- ラン子：沢リリ子
- ジョージ杉本：上原謙
- 友田：谷啓
- 生花の先生：万代峰子
- 老僧：左卜全
- 牧ミチル：梓みちよ
- 山根：飯沼慧
- 北野：永野達雄
- 千代：真栄田幸子
- 学生A：頭師孝雄
- 学生B：高峰圭二
- 小坊主：頭師満

## 挿入歌
- 「若いみそらで」（スリーファンキーズ）
- 「こっちを向いて」（伊藤ユミ）
- 「ギオン・ザ・ガール」（スパーク3人娘）
- 「（曲目不明）」（スパーク3人娘）
- 「好きな好きな人」（伊藤エミ）
- 「二人の幻想」（ザ・ピーナッツ）
- 「お願いだから」（梓みちよ）
- 「祇園小唄幻想」（ザ・ピーナッツ）
- 「ギオン・ザ・ガール〜舞妓はん音頭」（ザ・ピーナッツ、スパーク3人娘）

## 備考
- 本作も『ハイハイ3人娘』に引き続き、森永製菓がタイアップしており、琵琶湖のシーンでは、船上で「森永スパークコーラ」を飲むシーンが有る。
- CS放送は、2007年11月に日本映画専門チャンネルの「メモリーズ」というコーナーで、一般視聴者からのリクエストにより放送された。なお同年同月にはチャンネルNECOで『ハイハイ3人娘』が放送された。

## 同時上映
『ホノルル・東京・香港』
- 脚本：松山善三／監督：千葉泰樹／主演：宝田明、尤敏
- 1961年の『香港の夜』から始まった、『香港』シリーズの最終作。

## 参考資料
- キネマ旬報